# Brits-Afghaanse oorlogen
De Brits-Afghaanse oorlogen zijn drie oorlogen tussen het Britse Rijk en Afghanistan in de 19e eeuw en het begin van de 20e eeuw. De oorlogen ontstonden doordat de Britten probeerden politieke invloed te verkrijgen in Afghanistan, dat grensde aan Brits-Indië. Het doel was een einde te maken aan Afghaanse invallen in Brits-Indië en een strategische bufferstaat te scheppen tussen Brits-Indië en het Keizerrijk Rusland. Het lukte de Britten niet van Afghanistan een kolonie te maken, maar wel konden ze door hun militaire interventies een serie vazalkoningen aanstellen, zodat Afghanistan een geneutraliseerde buffer werd tegen Rusland.
De Brits-Afghaanse oorlogen zijn:
- Eerste Brits-Afghaanse Oorlog (1838-1842)
- Tweede Brits-Afghaanse Oorlog (1878-1880)
- Derde Brits-Afghaanse Oorlog (1919)

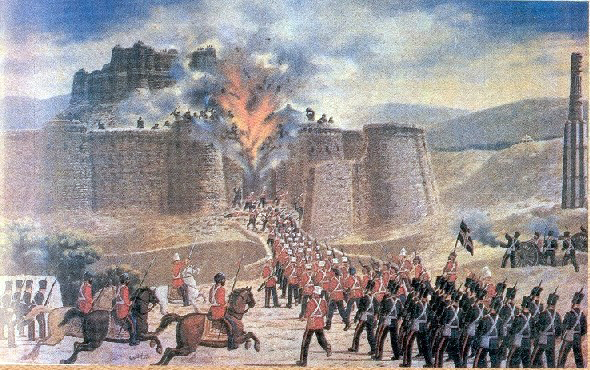
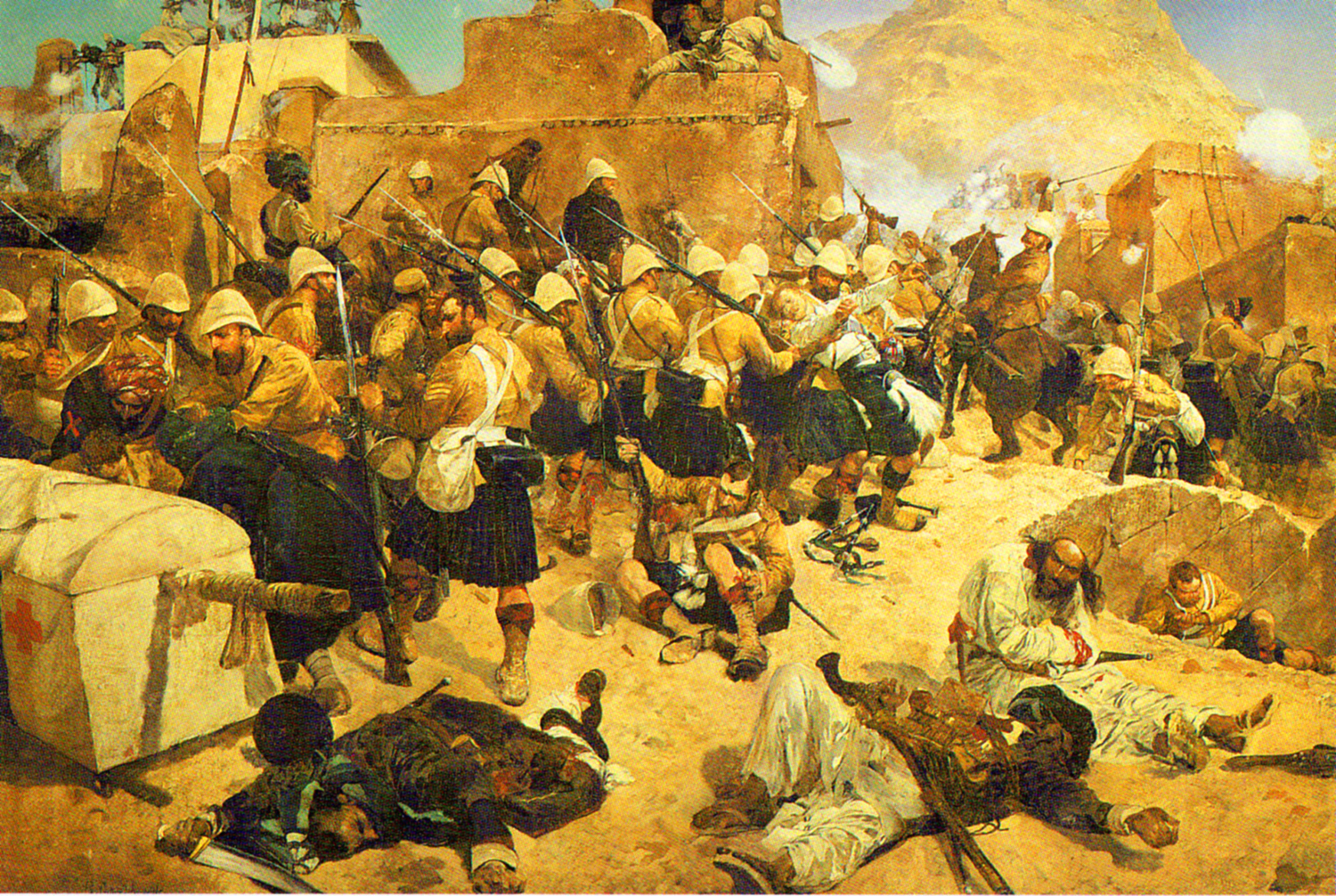
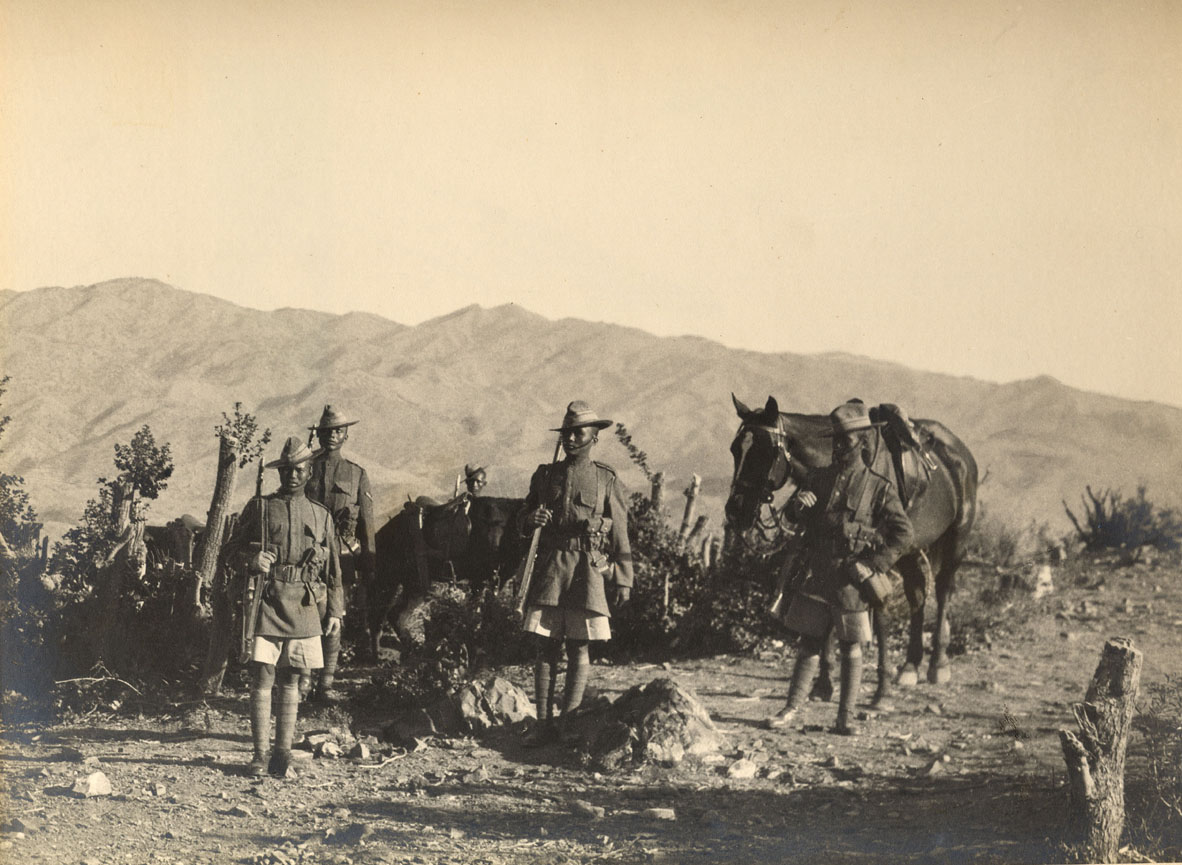
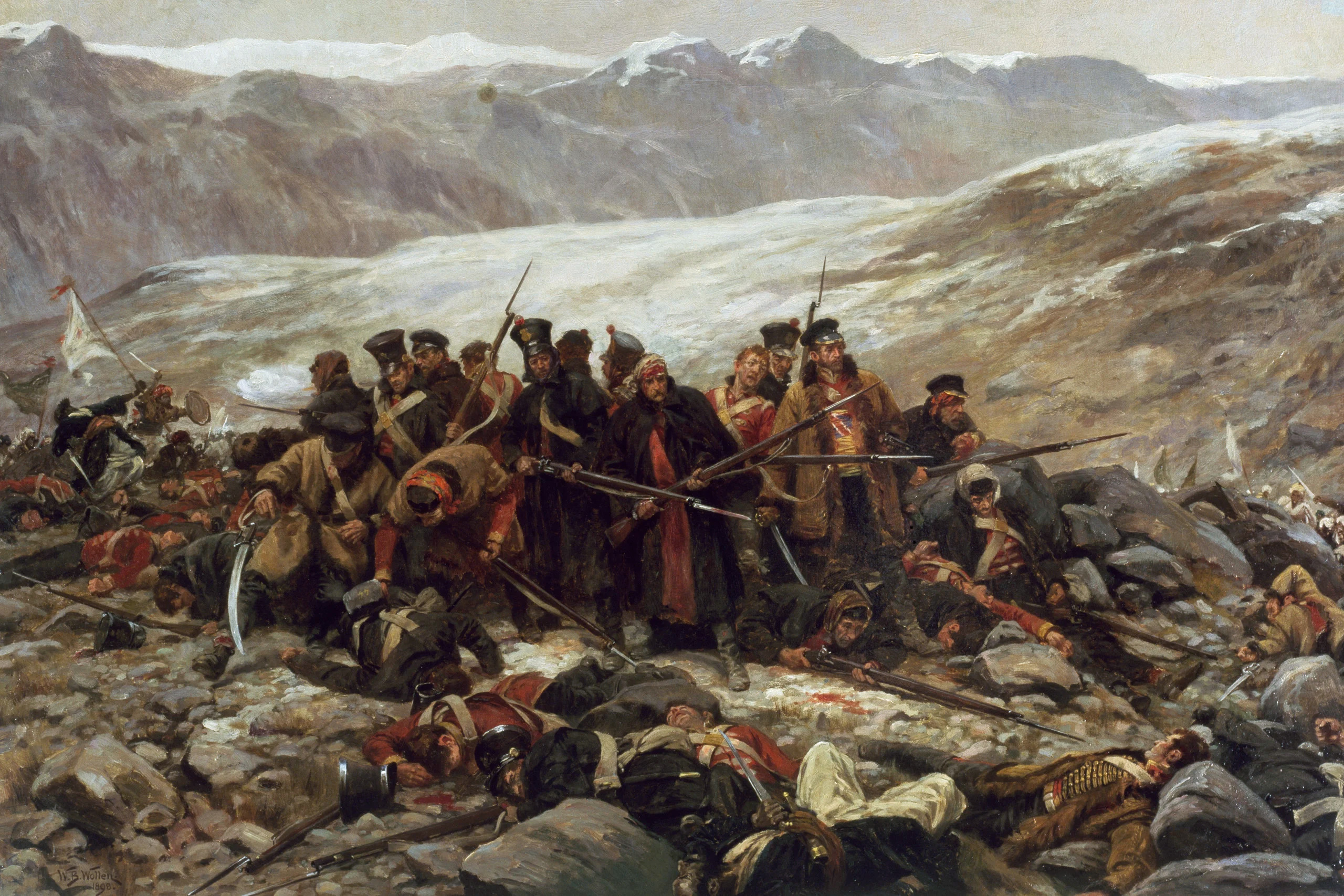
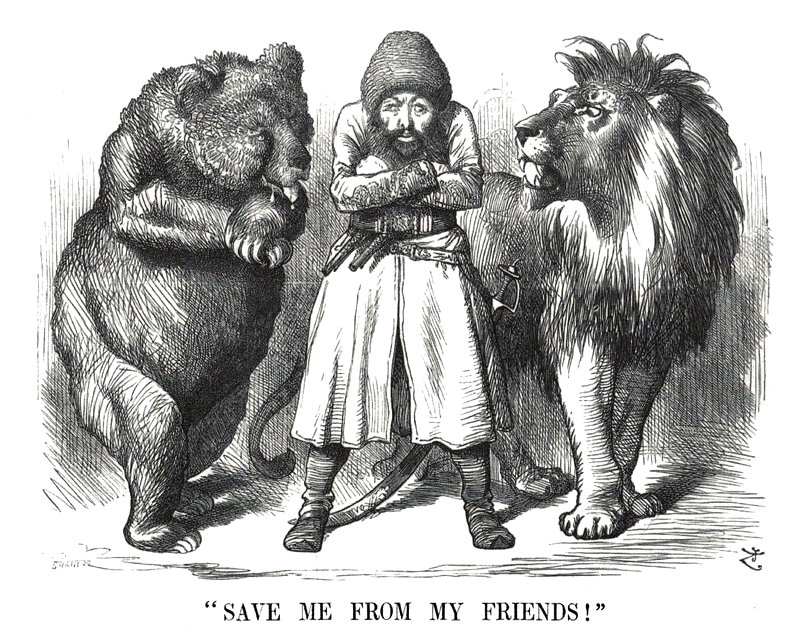
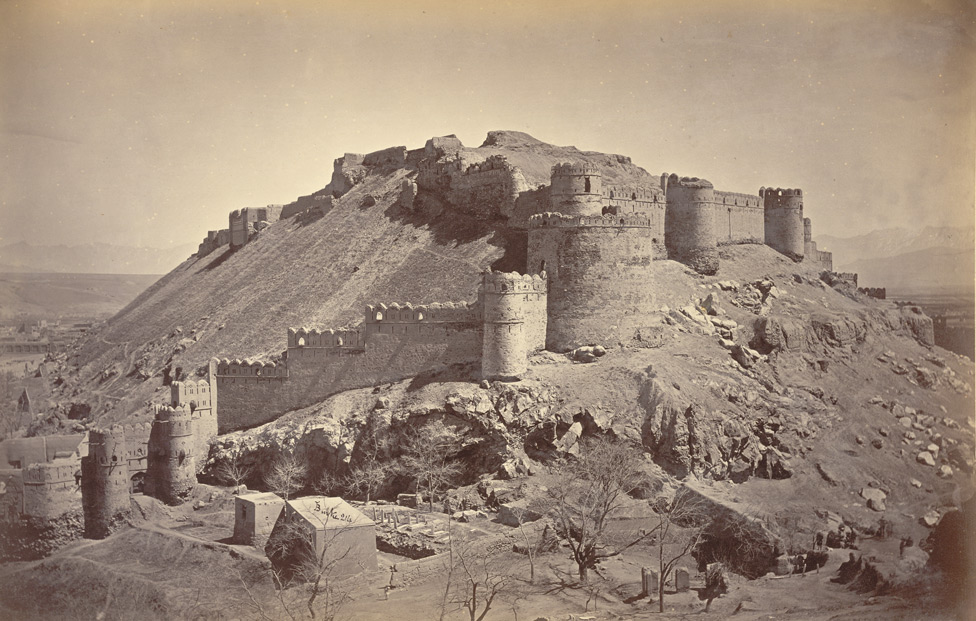
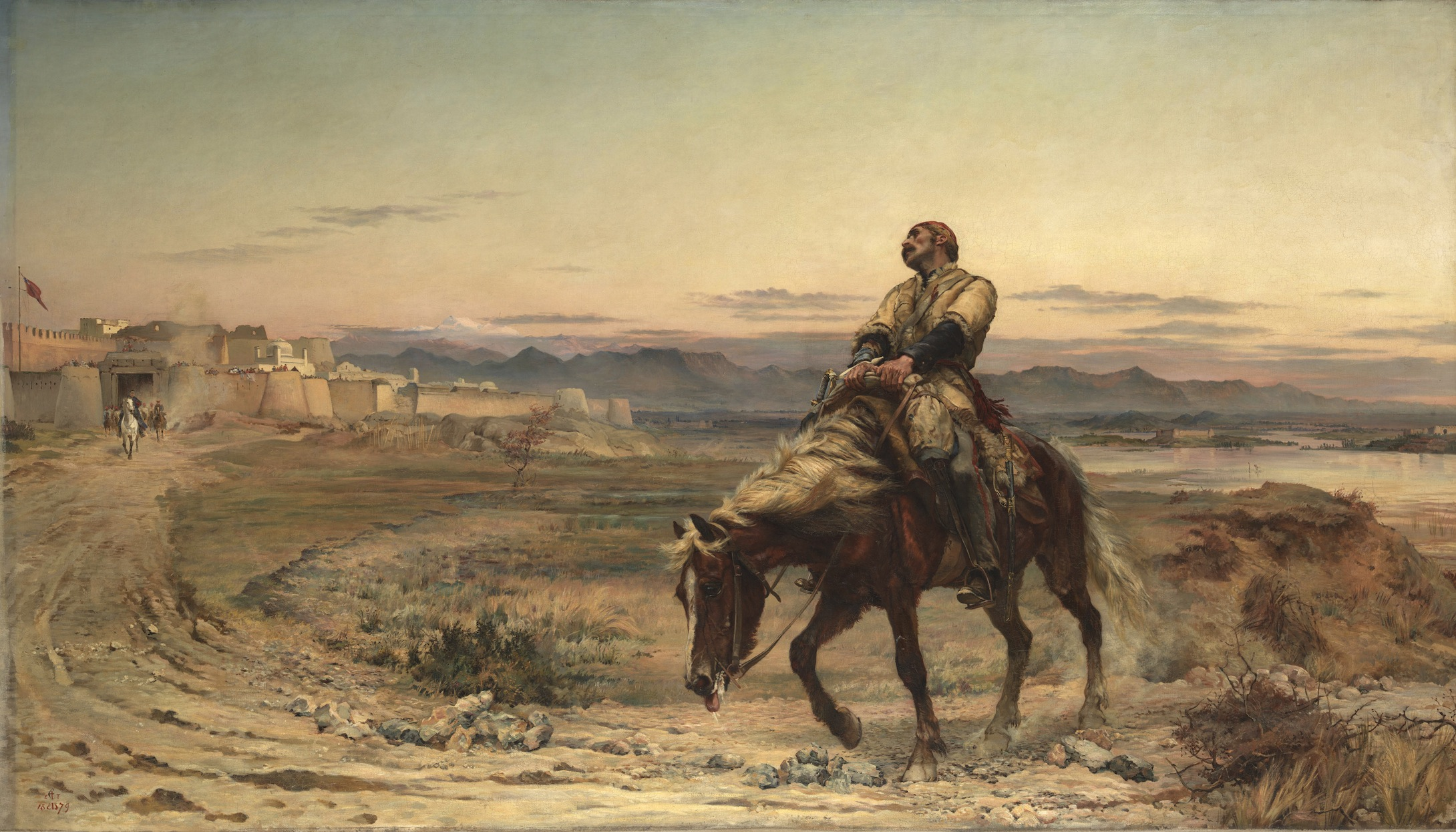
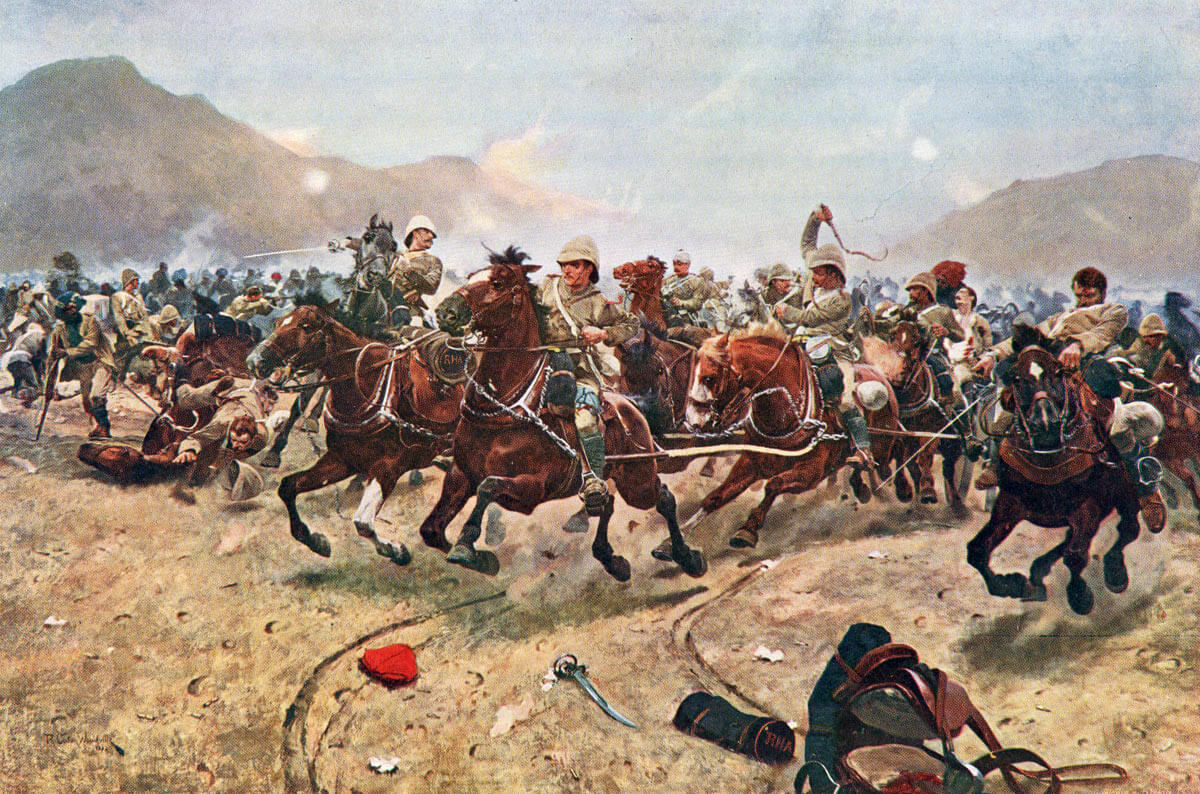
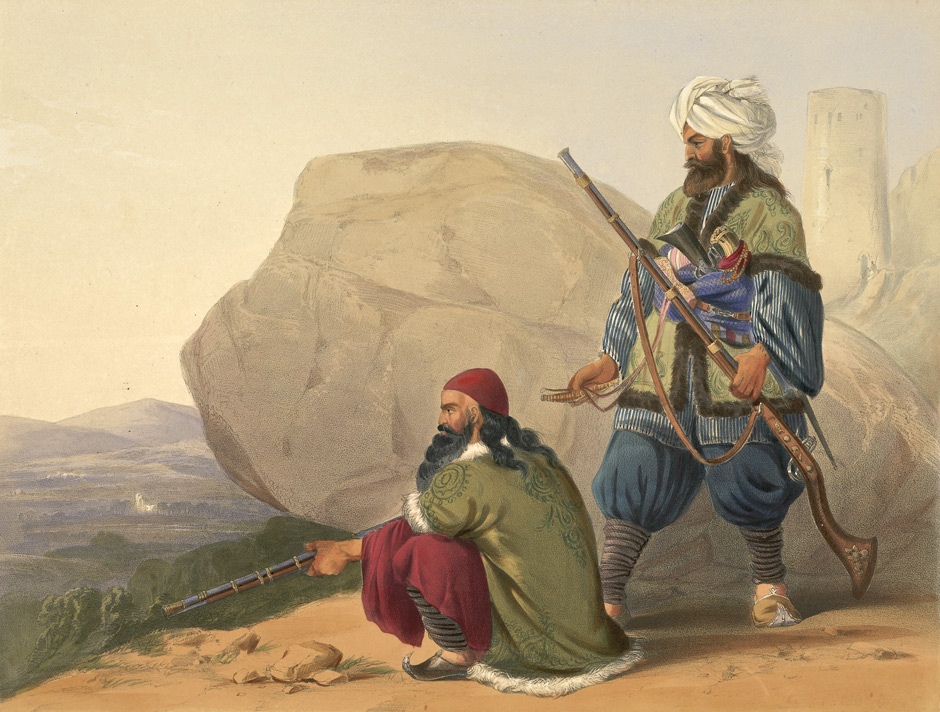